# Wadie Jary
Wadie Jary ou Wadii Jarii (arabe : وديع الجريء), également orthographié Wadii Jari, est un ancien footballeur et officiel sportif tunisien.
Il joue comme défenseur pendant une courte période avec l'Union sportive de Ben Guerdane et dirige le club de 2002 à 2006. Devenu ensuite officiel de football, il dirige la Fédération tunisienne de football de 2012 à son arrestation le 25 octobre 2023 pour des accusations de corruption financière et administrative et des affaires de matchs truqués.

## Biographie
Médecin de profession, il joue pour l'Union sportive de Ben Guerdane puis préside le club durant cinq ans. Par ailleurs, il siège au bureau fédéral de la Fédération tunisienne de football durant six ans, tout en siégeant dans certaines de ses commissions, comme celle des équipes de jeunes ou de l'équipe nationale, et en présidant sa commission médicale.
Il est élu président de la Fédération tunisienne de football en 2012 puis réélu en 2016 et en 2020. À ce titre, il est également élu à la tête de l'Union nord-africaine de football en 2014. Le 12 mars 2021, Wadie Jary est intégré au comité exécutif de la Confédération africaine de football lors de l'assemblée générale tenue à Rabat au Maroc ; il est l'unique candidat de la zone Nord pour ce poste et devient ainsi le quatrième Tunisien à y siéger.
En février 2023, Wadie Jary n'a pas le droit de quitter le territoire tunisien à la suite d'une décision de justice car il est visé par plusieurs enquêtes portant sur l'organisation de matchs truqués, des affaires de blanchiment, de détournement de fonds et de corruption. Le 25 octobre, il est arrêté et placé en détention à la prison de Mornaguia.
Le 24 avril 2024, le juge instructeur du tribunal de première instance de Tunis lui notifie la prolongation de sa détention préventive pour une période supplémentaire de quatre mois. Le 20 février 2025, la chambre criminelle du tribunal de première instance de Tunis le condamne à quatre ans de prison et à l'interdiction d'exercer une fonction publique.

## Distinctions
- Officier de l'Ordre de la République tunisienne[11].